# Fuska (męczennica)
Święta Fuska (lub Foska) – męczennica, święta Kościoła katolickiego, żyjąca według relacji Passio w I połowie III wieku. Poniosła razem ze swoją opiekunką Maurą męczeńską śmierć ok. 250–251 roku. Jej relikwie spoczywają w dedykowanym jej kościele Santa Fosca na wyspie Torcello we Włoszech. Wspomnienie liturgiczne obu męczennic wypada 13 lutego.

## Życiorys
Życie męczennic Fuski i Maury, według hagiografów, przypadło w okresie prześladowań Decjusza. Według relacji starożytnej Passio, Fuska, córka pogańskich rodziców z Rawenny, w wieku piętnastu lat zwierzyła się swojej opiekunce Maurze, że zamierza zostać chrześcijanką. Obie udały się do księdza Ermolao, który udzielił im nauk i ochrzcił je. Gdy ojciec Fuski odkrył ten fakt, próbował przekonać córkę, aby wycofała się ze swej decyzji, Gdy ta odmówiła, zadenuncjował ją u prefekta Quinziano, który wysłał po nią swoich ludzi. Ci nie wykonali zadania, ponieważ znaleźli ją w towarzystwie anioła. Fuska i Maura zgłosiły się następnie dobrowolnie do Quinziano, który wytoczył im proces, poddał torturom i w końcu ściął 13 lutego. Ich ciała wrzucono do morza lub, według innych wersji, wywieziono do Trypolitanii i pochowano w jaskiniach koło Sabraty. Gdy po latach region ten został zajęty przez Arabów, pewien chrześcijanin o imieniu Vitale przewiózł ich relikwie do Włoch, na wyspę Torcello, gdzie ku ich czci zbudowano kościół.
Wszystko wskazuje na to, że opowiadanie to jest całkowicie legendarne, ułożone na wzór Passio Agathae (BHL 133) oraz Passio Firmini et Rustici (BHL 3020). Możliwe, że ułożono je, aby coś powiedzieć o anonimowych relikwiach, przywiezionych przez żeglarzy weneckich. Być może istotnie relikwie przywieziono z Afryki. Na afrykańskie pochodzenie relikwii mogą wskazywać imiona obu męczennic, które w języku łacińskim i włoskim są przymiotnikami mającymi znaczenie „ciemny”, „brunatny”; byłaby to zarazem wskazówka, iż relikwie ich obu pierwotnie były anonimowe.
Męczennice wspominane były 13 lutego.